# Jardí Etnobotànic d'Eina
El Jardí Etnobotànic d'Eina (en francès, Jardin ethnobotanique d'Eyne, també anomenat Jardin de la Vallée), és un jardí botànic, especialitzat en l'etnobotànica de les plantes dels Pirineus Orientals, que es troba a Eina, a la comarca de l'Alta Cerdanya, de la Catalunya del Nord.
Està situat a l'oest del nucli del poble d'Eina, a redós de la Casa de la Vall, situada en el recinte de l'antiga granja de Cal Martinet, que comparteix amb la Casa del Comú d'Eina.

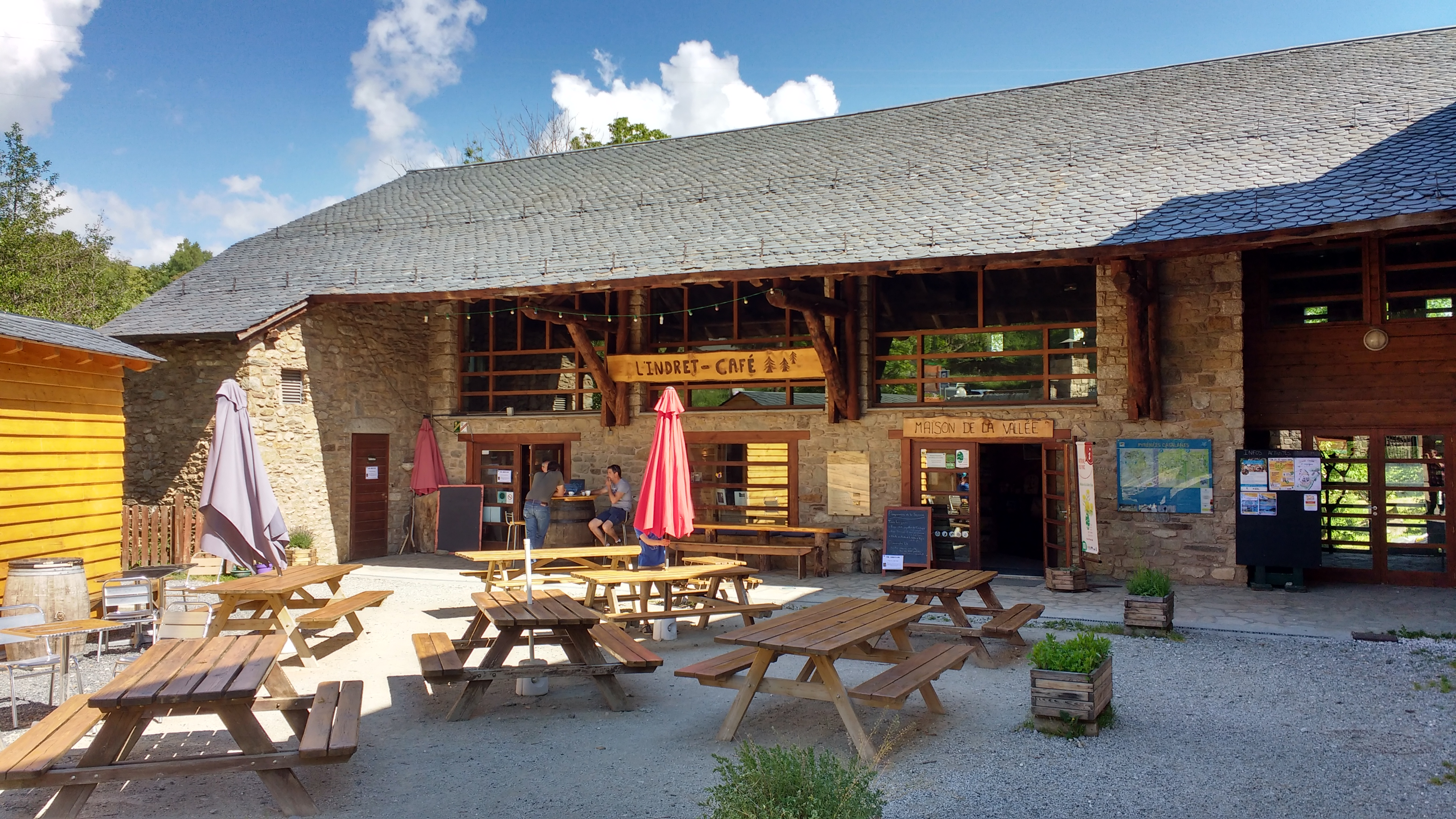
La Casa de la Vall d'Eina

Fou creat l'any 2000. Ocupa una superfície de 400m² dins dels espais d'una granja i els seus antics horts. Està obert diàriament tot l'any al públic en general i es cobra una tarifa d'entrada. La base del jardí botànic és el conjunt d'espècies autòctones de la vall d'Eina, ampliades amb espècies de tots els Pirineus catalans. Hi ha una gran varietat de plantes locals comestibles, d'altres de tòxiques, medicinals... Sobre totes elles el jardí mostra la relació de l'ésser humà amb les plantes al llarg dels anys.
És obert del 15 de juny al 15 de setembre, i ofereix visites lliures per a les quals es disposa de material gràfic, i visites guiades prèviament concertades (d'un mínim de cinc persones) d'una hora i mitja de durada. Hi ha accés per a persones de mobilitat reduïda.